# کاپیتول تولوز

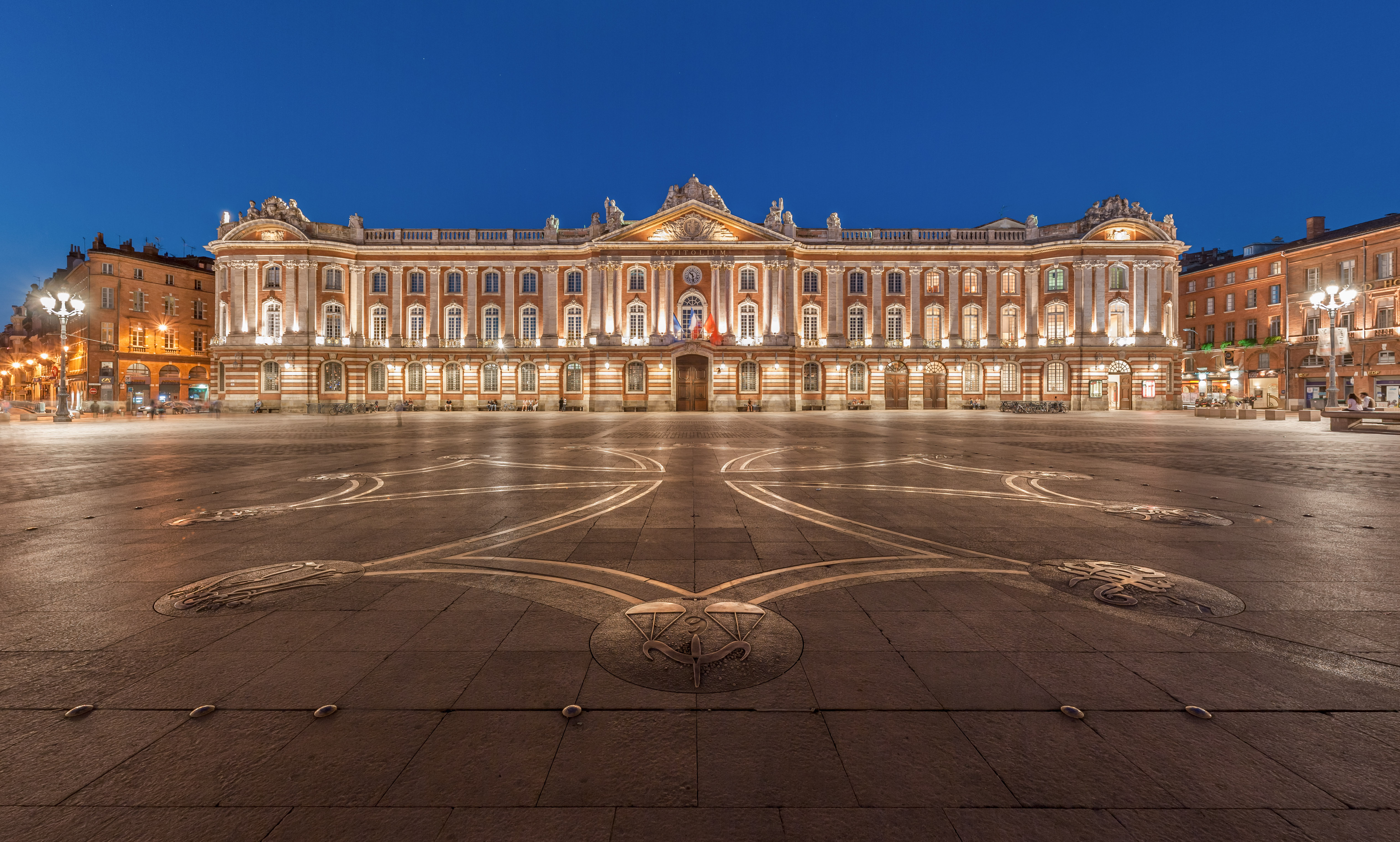
نمای روبروی کاپیتول و میدان آن در شب

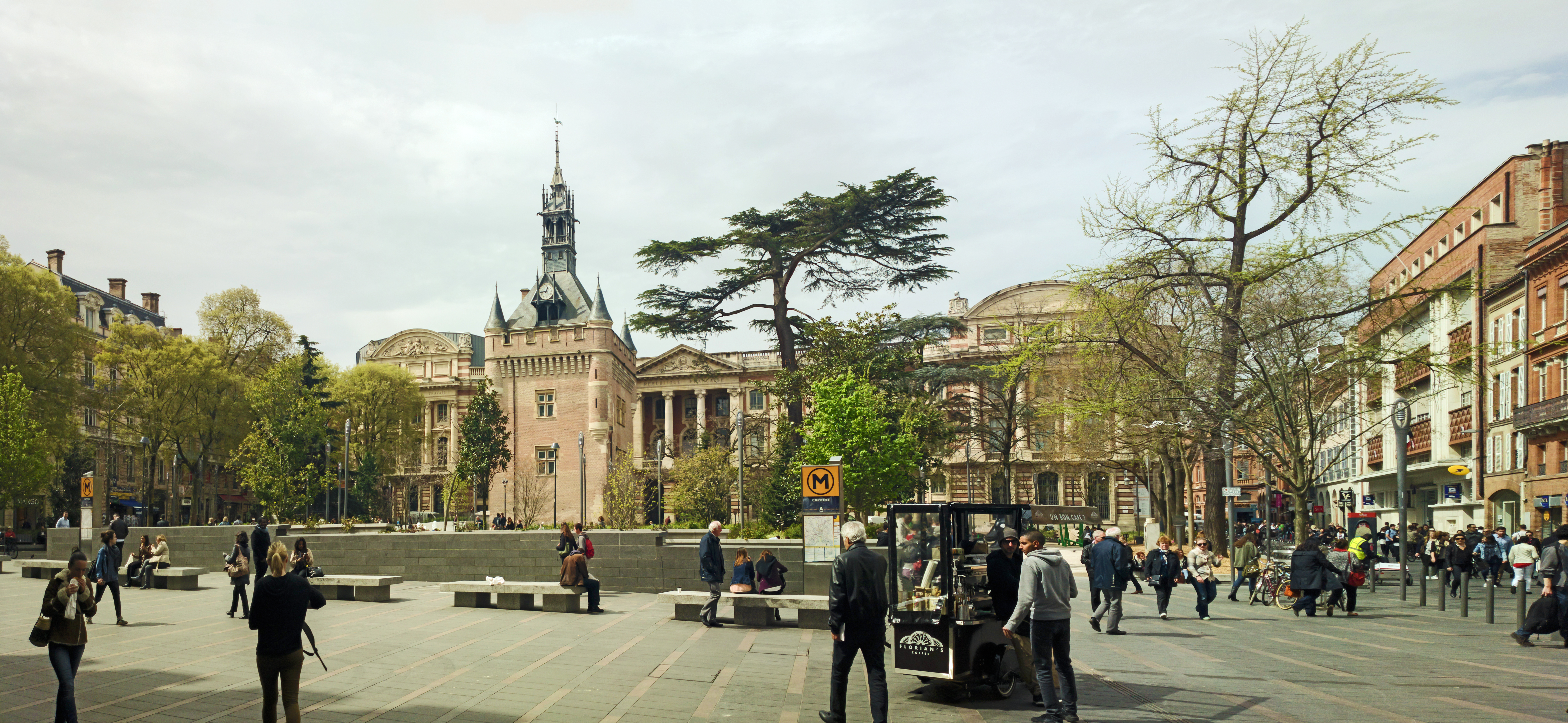
نمای پشت کاپیتول

کاپیتول یک بنای تاریخی در شهر تولوز فرانسه است که امروزه تالار شهر و تئاتر کاپیتول را در خود جای داده‌است. ساخت این بنا در سال ۱۱۹۰ توسط کاپیتول‌ها تصمیم گرفته شد تا مقر شهرداری تولوز در آنجا مستقر شود. کاپیتول بیش از هشت قرن سمبل این شهر و محل استقرار دوایر شهرداری بود. کاپیتول از سمت غرب توسط میدان دو کاپیتول، خیابان د لا پوم و خیابان دو وزنه از جنوب، میدان چارلز دوگل و خیابان ارنست روزچاچ از شرق و خیابان لافایت از شمال احاطه شده‌است.

## تاریخچه و شرح

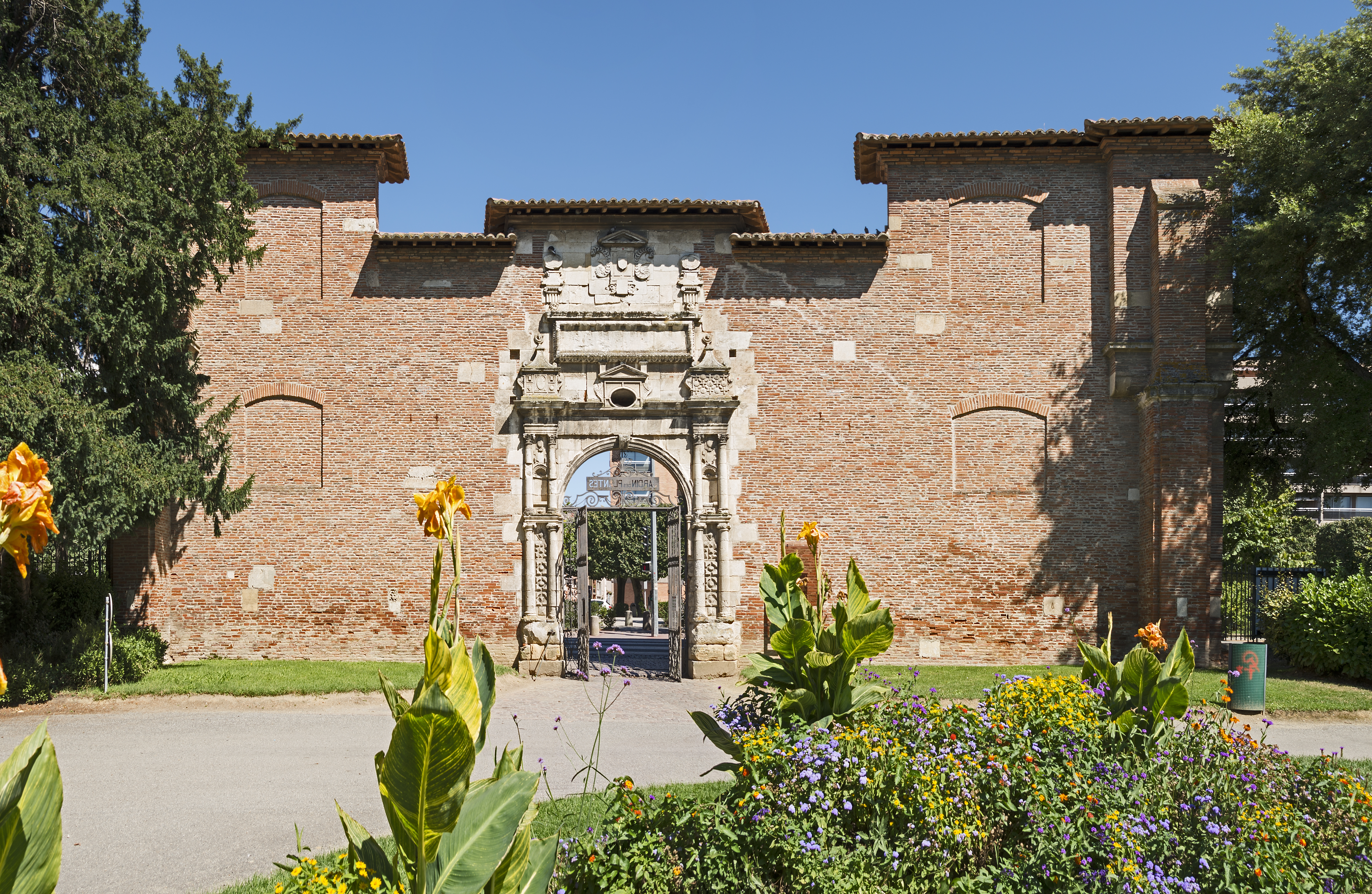
بنای تاریخی کاپیتول تولوز

این همان کلیسای کاپیتول نیست که ساتورنین مقدس در آن به شهادت رسید، بلکه مشابه کاخی است که معبد کاپیتول شهر رم قرار دارد، اولین ساختمانهای کاپیتول در قرن ۱۲در این مرکز ساخته شده‌است.
بنای ساختمان‌های اصلی (دادگستری حکومتی) تولوز در سال ۱۱۹۰ را آغاز شد تا مقری را برای دولت استانی که از نظر ثروت و نفوذ در حال رشد بود را فراهم کنند. نام «کاپیتول» نه تنها به کاپیتول روم بلکه به کاپیتولوم نیز اشاره داشت که بخشی از دادگستری‌های حاکم بود. این مکان محل درگیری‌ها در جریان شورش‌های تولوز در سال ۱۵۶۲بود که نیروهای هوگنوت آن را با آتش توپخانه تسخیر کردند.

## نگارخانه

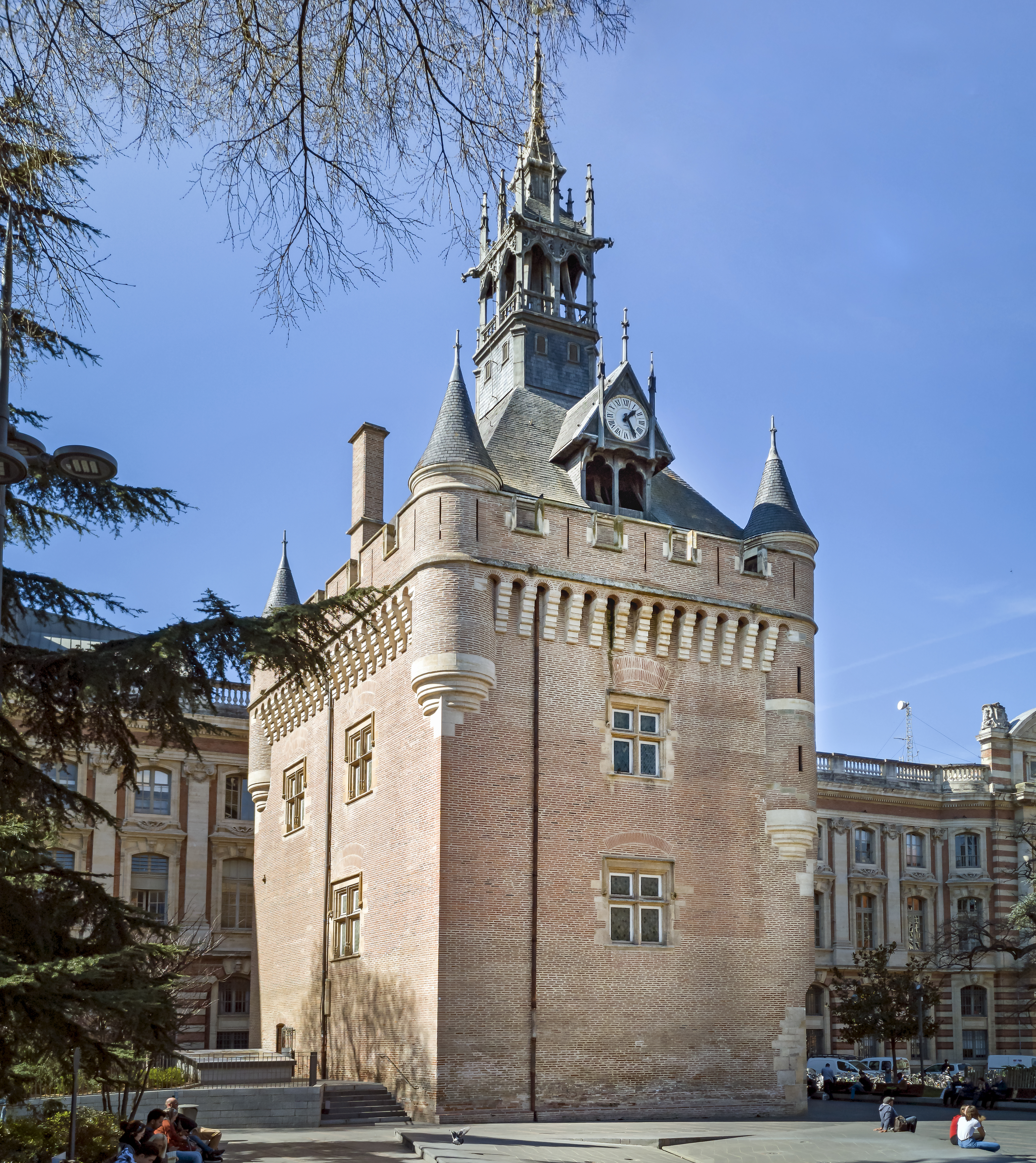
کاپیتول برج سابق (۱۵۲۵-۱۵۳۰، به جز برای بالا).
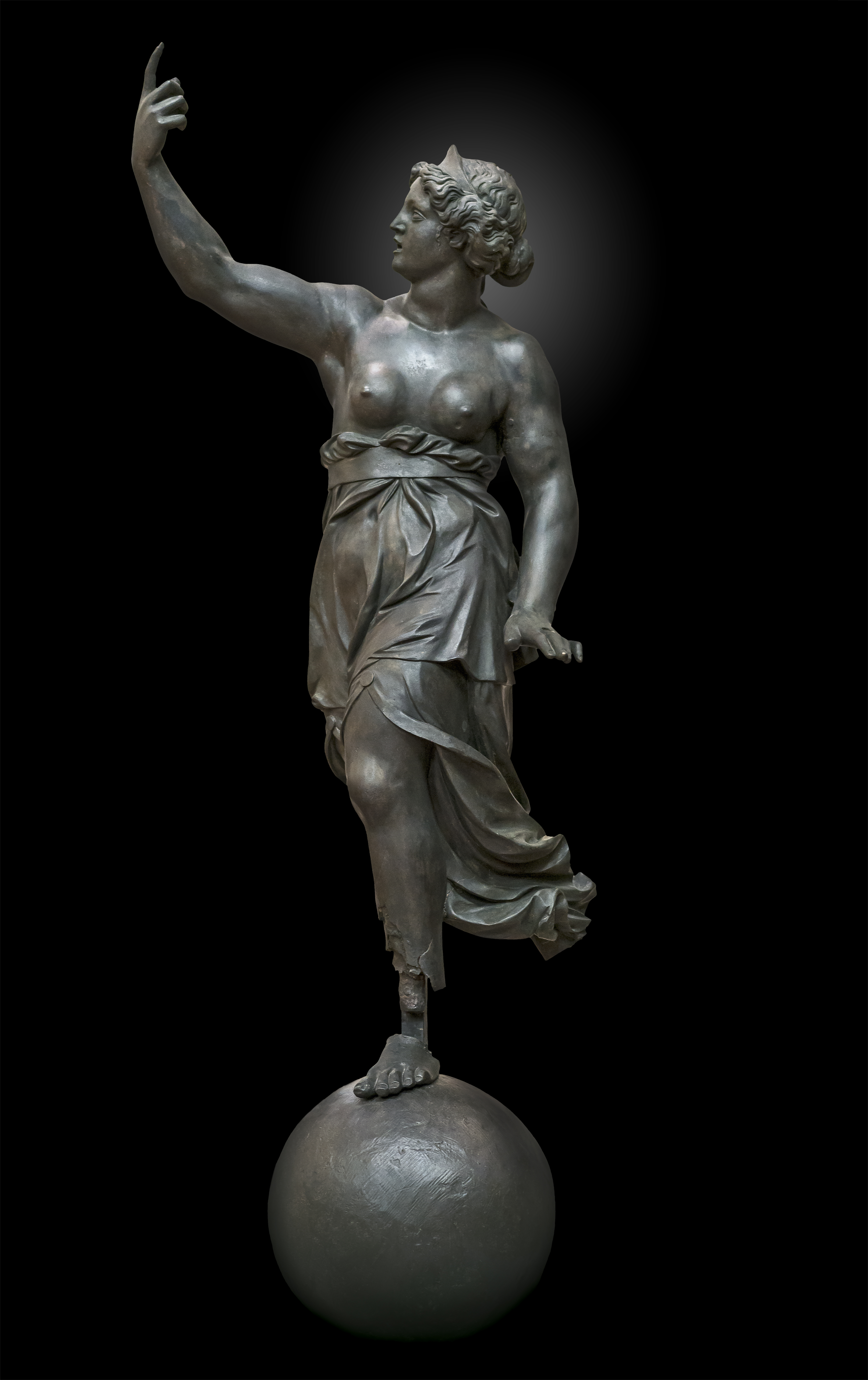
جیم رنسی خانم تلوس ، ۱۵۴۴-۱۵۵۰ ، که به عنوان یک پره آب و هوای برج عمل می‌کرد.
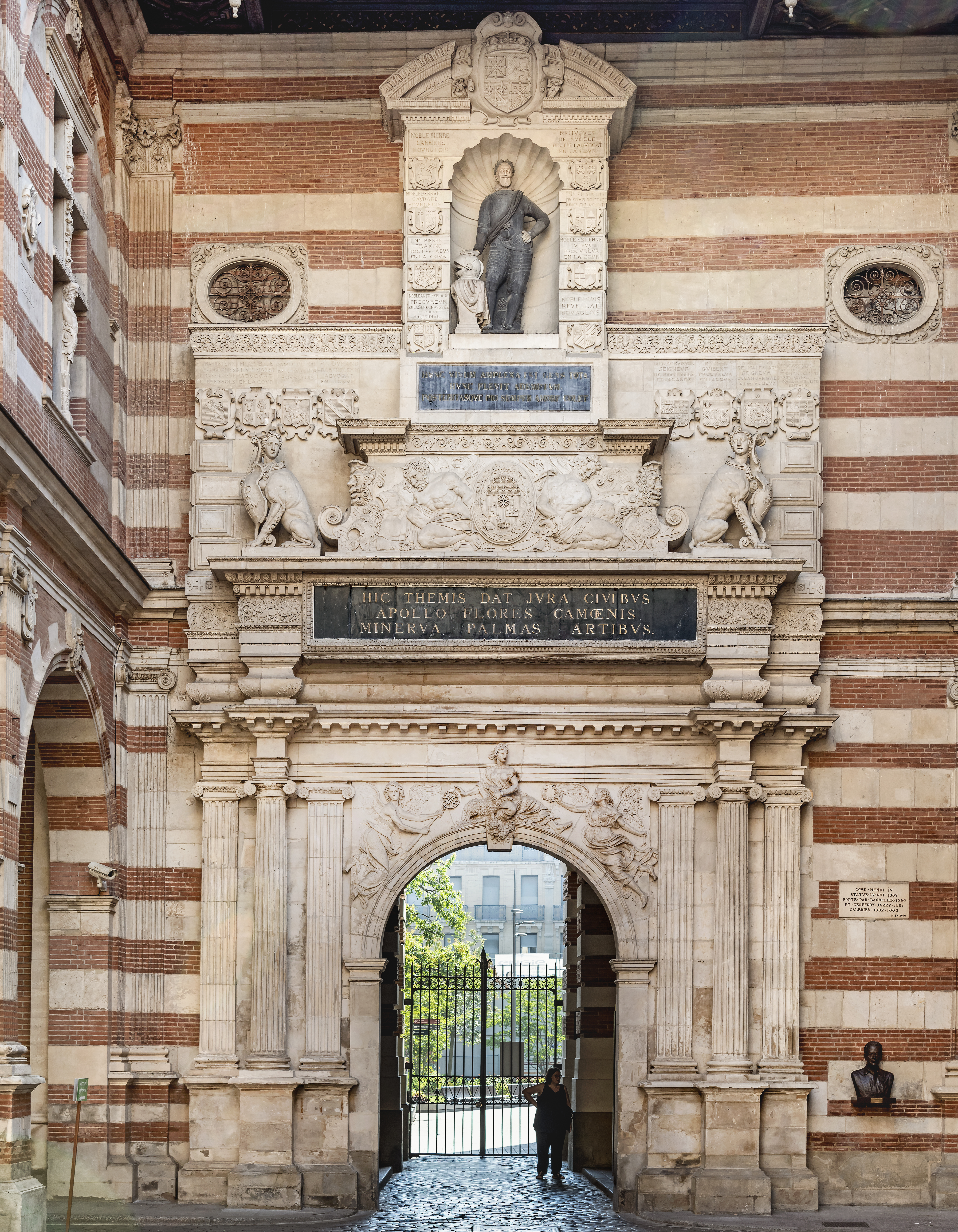
پورتال رنسانس در حیاط (قرن شانزدهم و هفدهم).
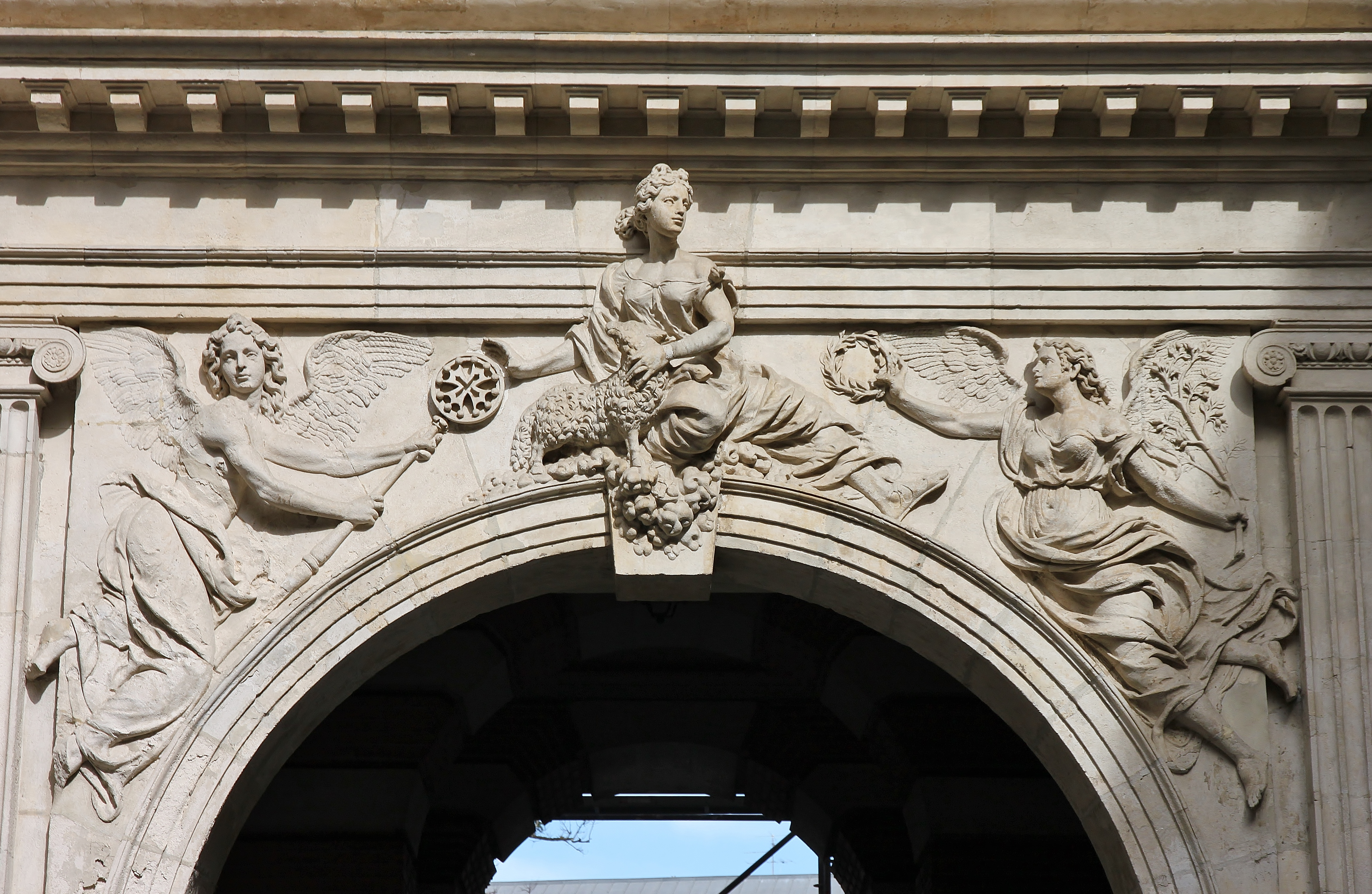
قسمت پایین پورتال (۱۵۴۶) نشان دهنده پالاس ، محافظ شهر از زمان روم است.
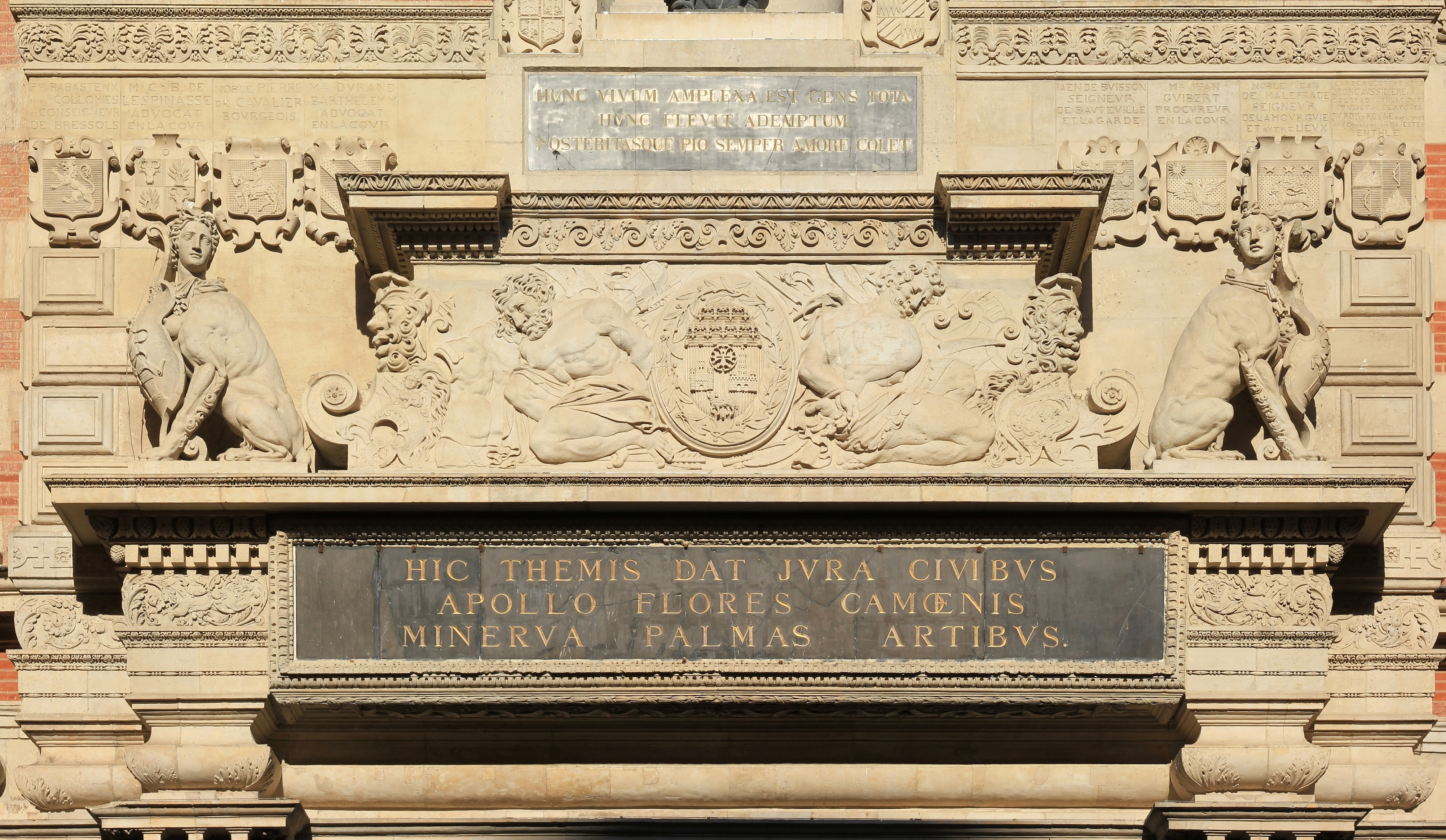
قسمت میانی پورتال (۱۵۶۱) زندانیان برده شده را به تصویر می‌کشد.
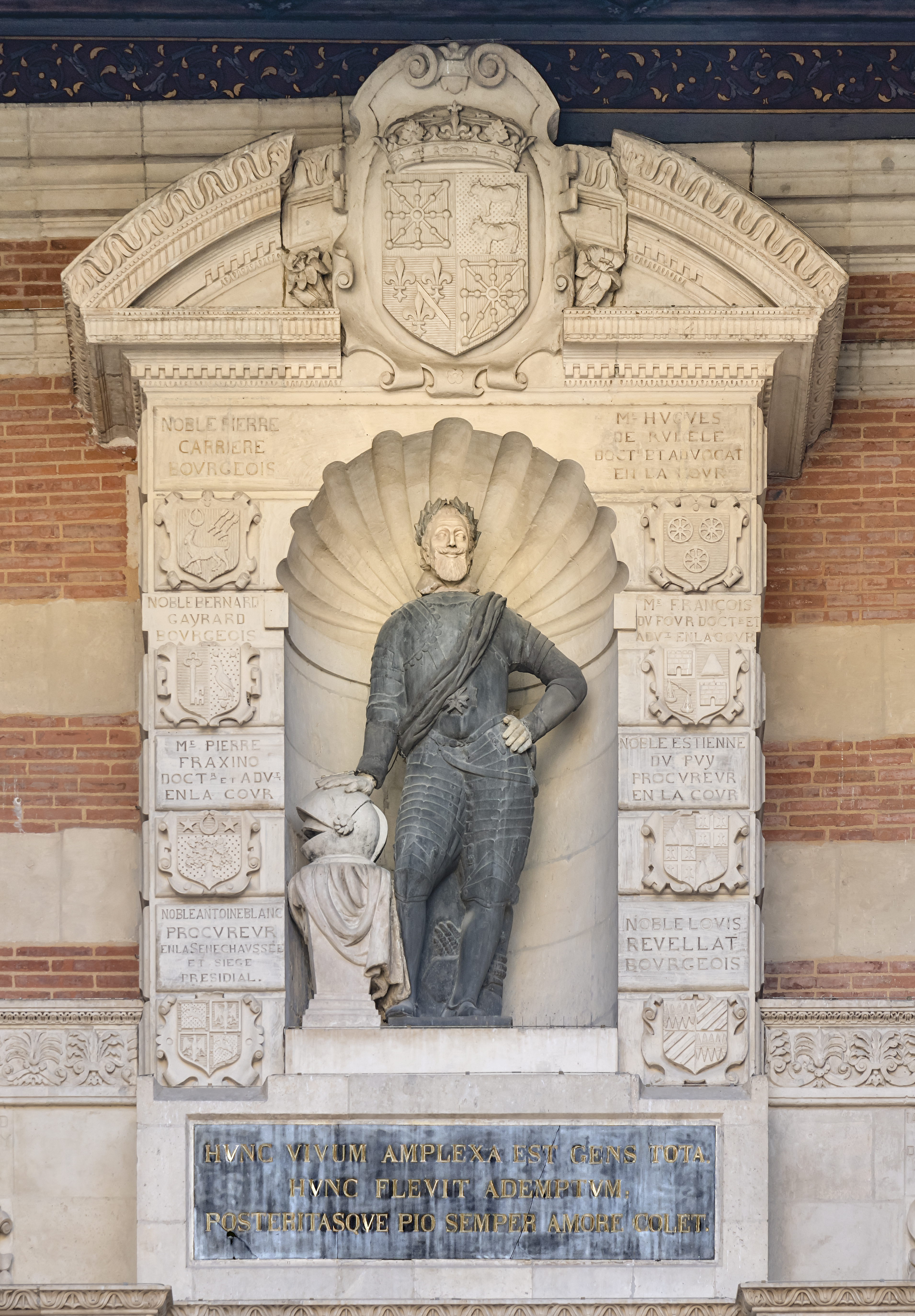
قسمت فوقانی درگاه (۱۶۰۲-۱۶۰۹) دارای مجسمه ای از شاه هنری چهارم است.
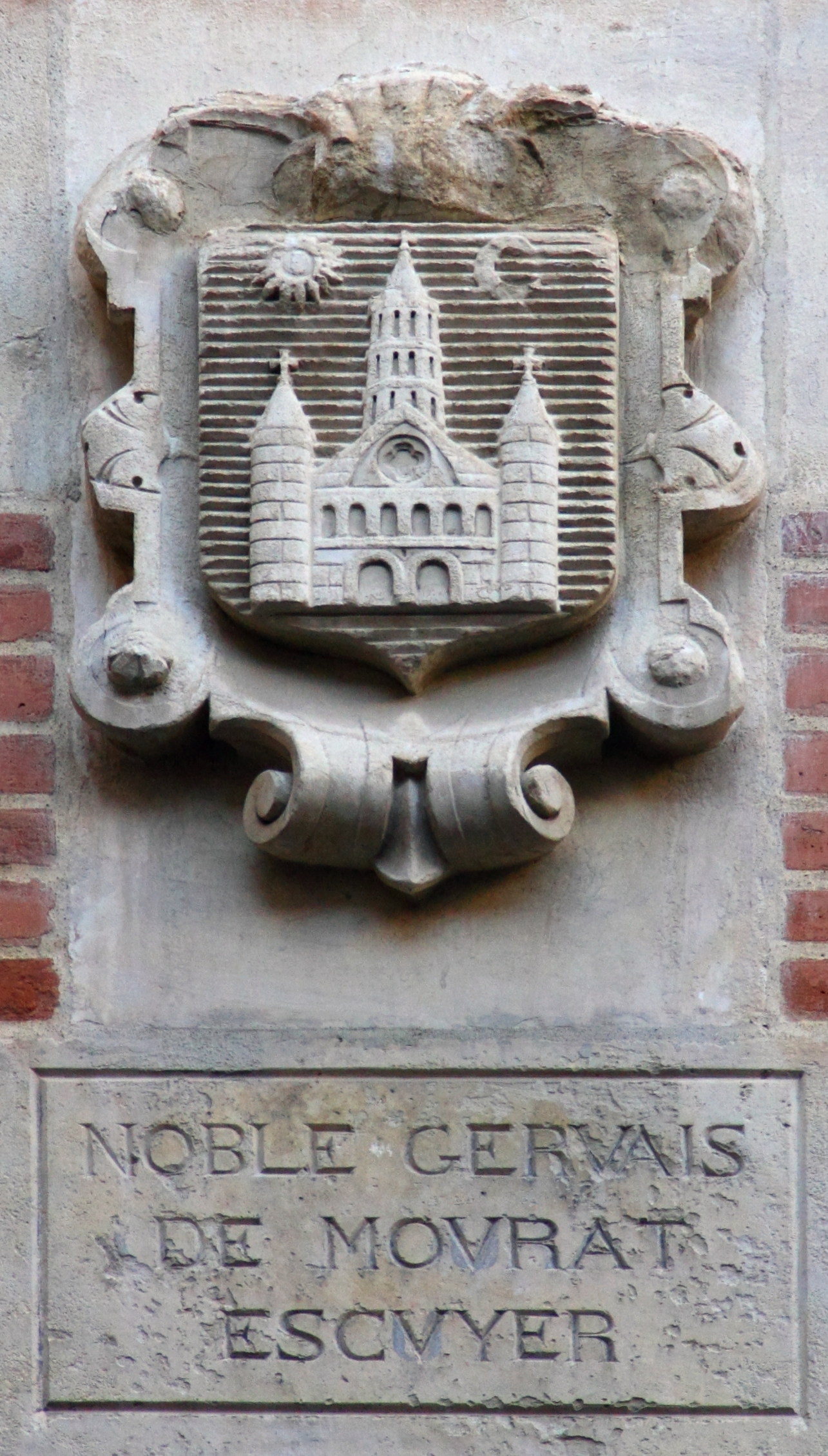
حیاط داخلی (۱۶۰۲-۱۶۰۶) با بسیاری از نشان‌های کاپیتول تزئین شده‌است.
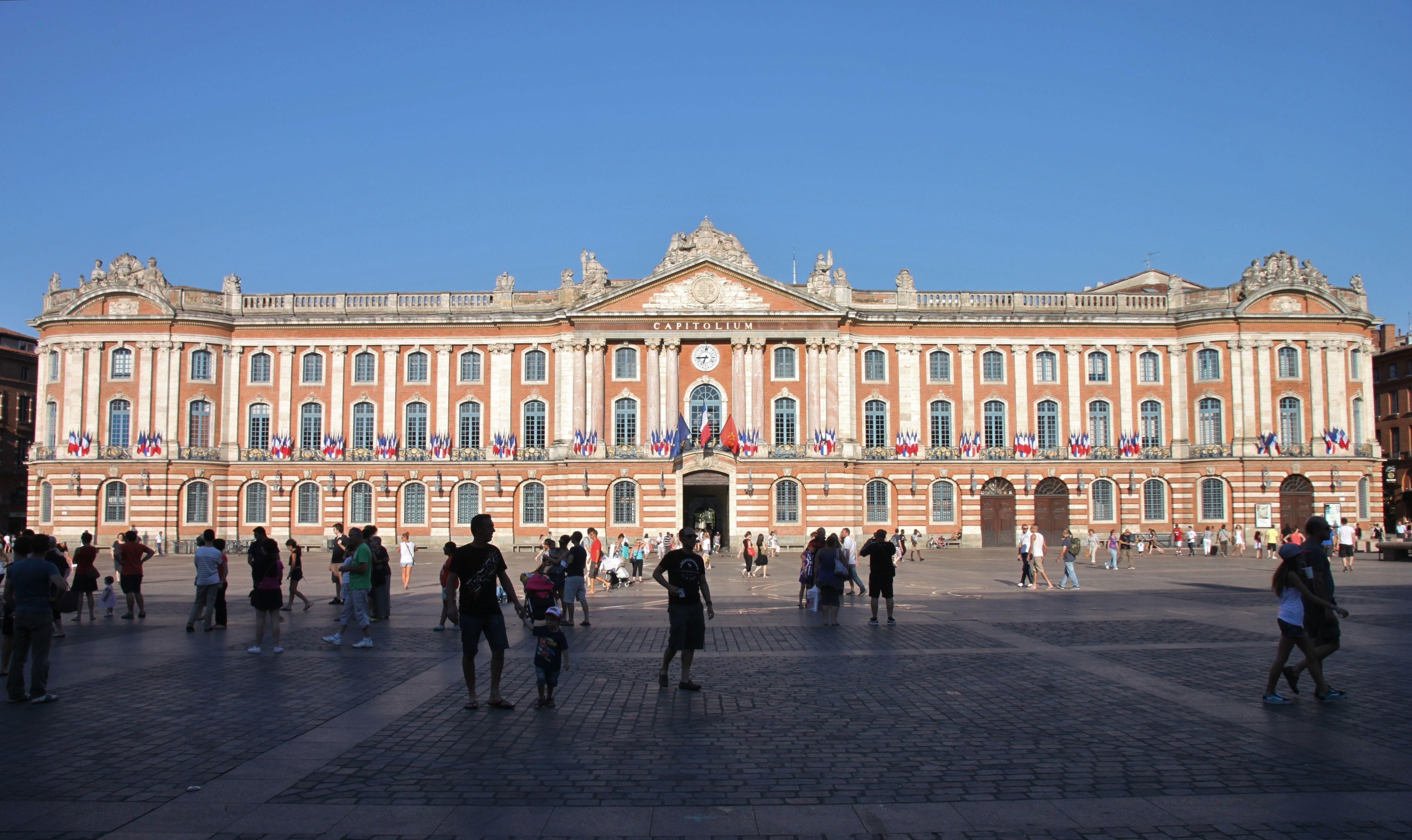
نمای اصلی (۱۷۵۰-۱۷۶۰).
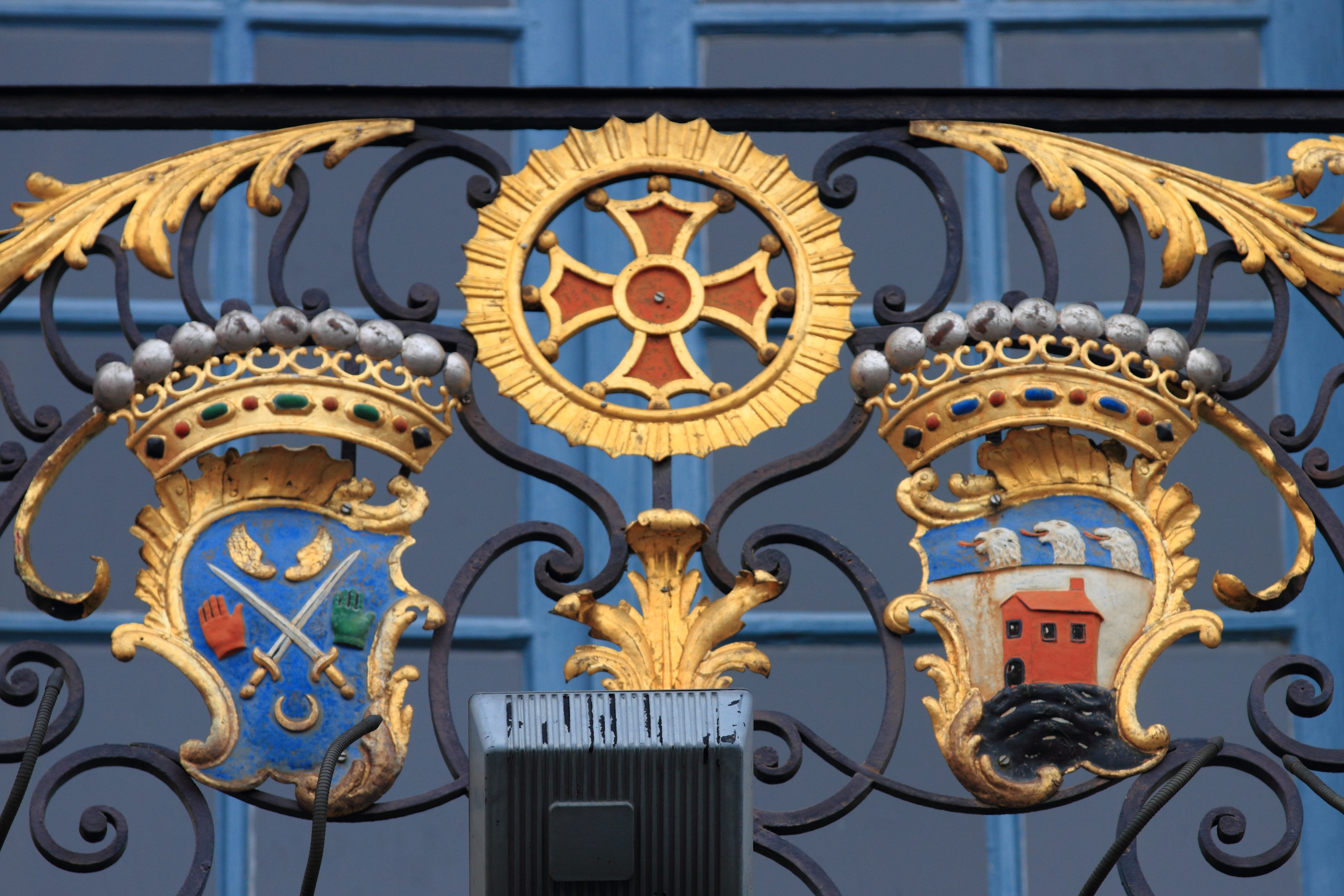
بالکن‌ها با نشان‌های کاپیتول تزئین شده‌اند .
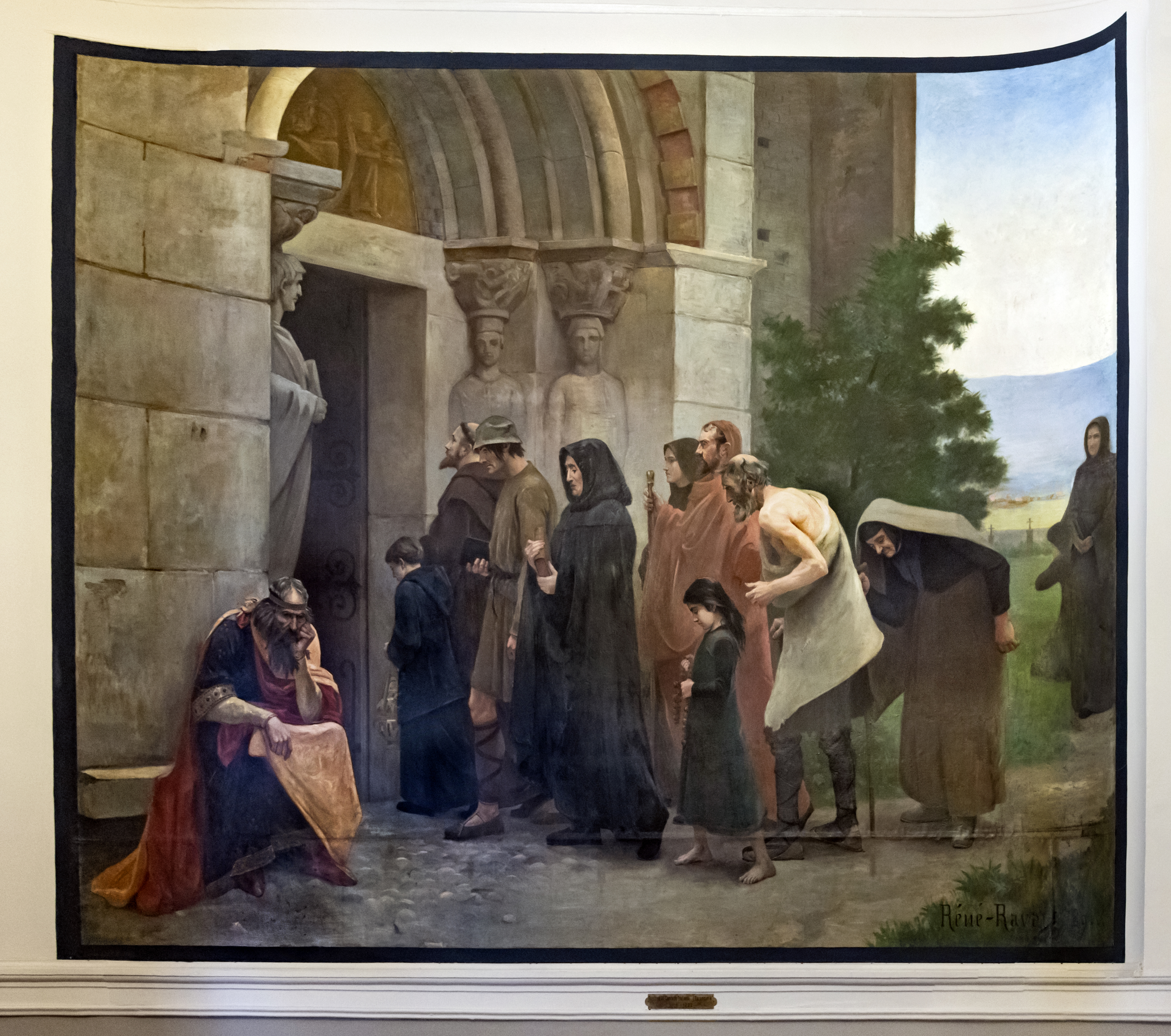
نقاشی ریموند ششم ، کنت تولوز ، که توسط پاپ تکفیر شد.
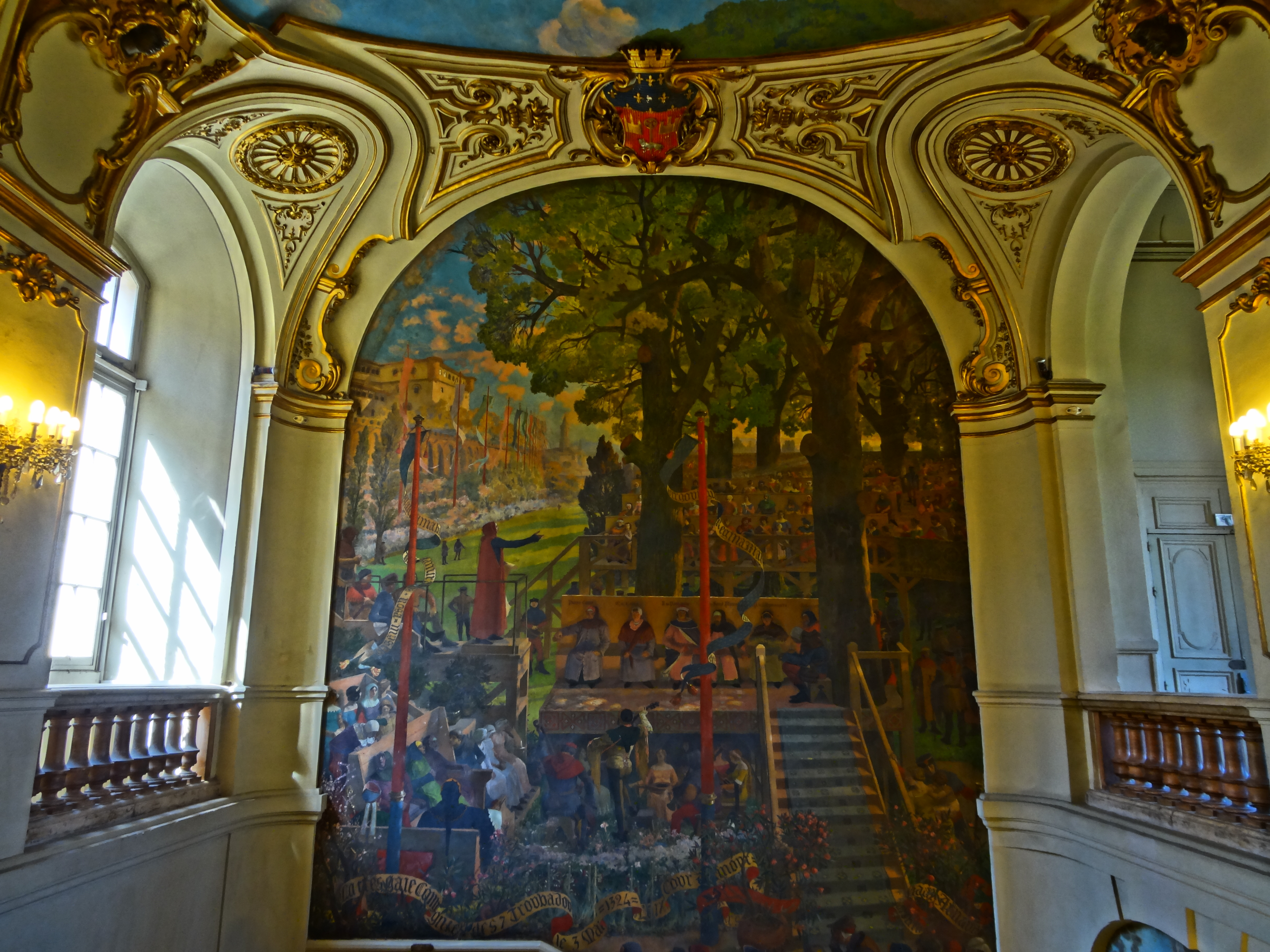
نقاشی اولین جلسه بازی‌های گل .
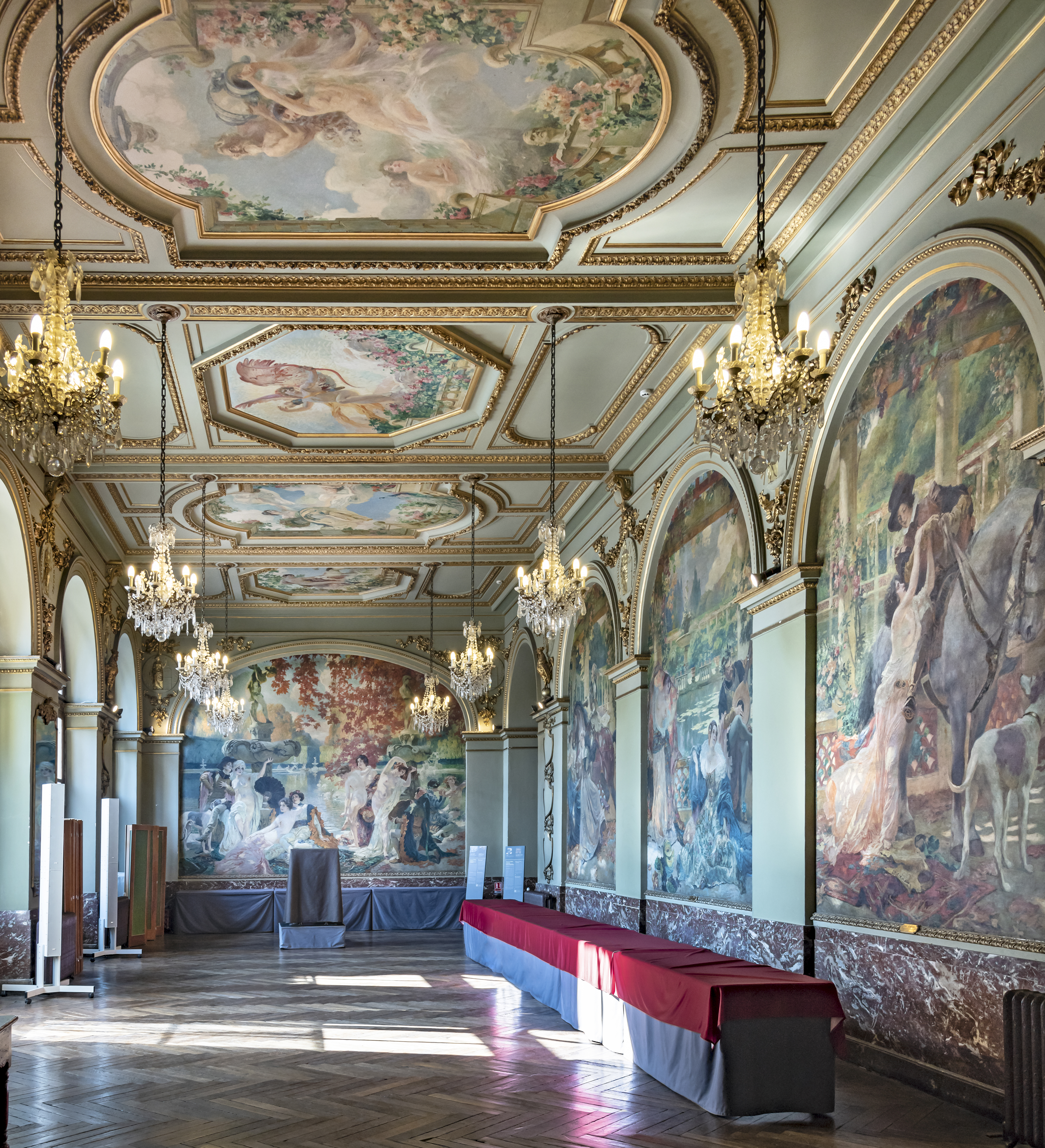
تالار جرویس، تالار عروسی سابق.
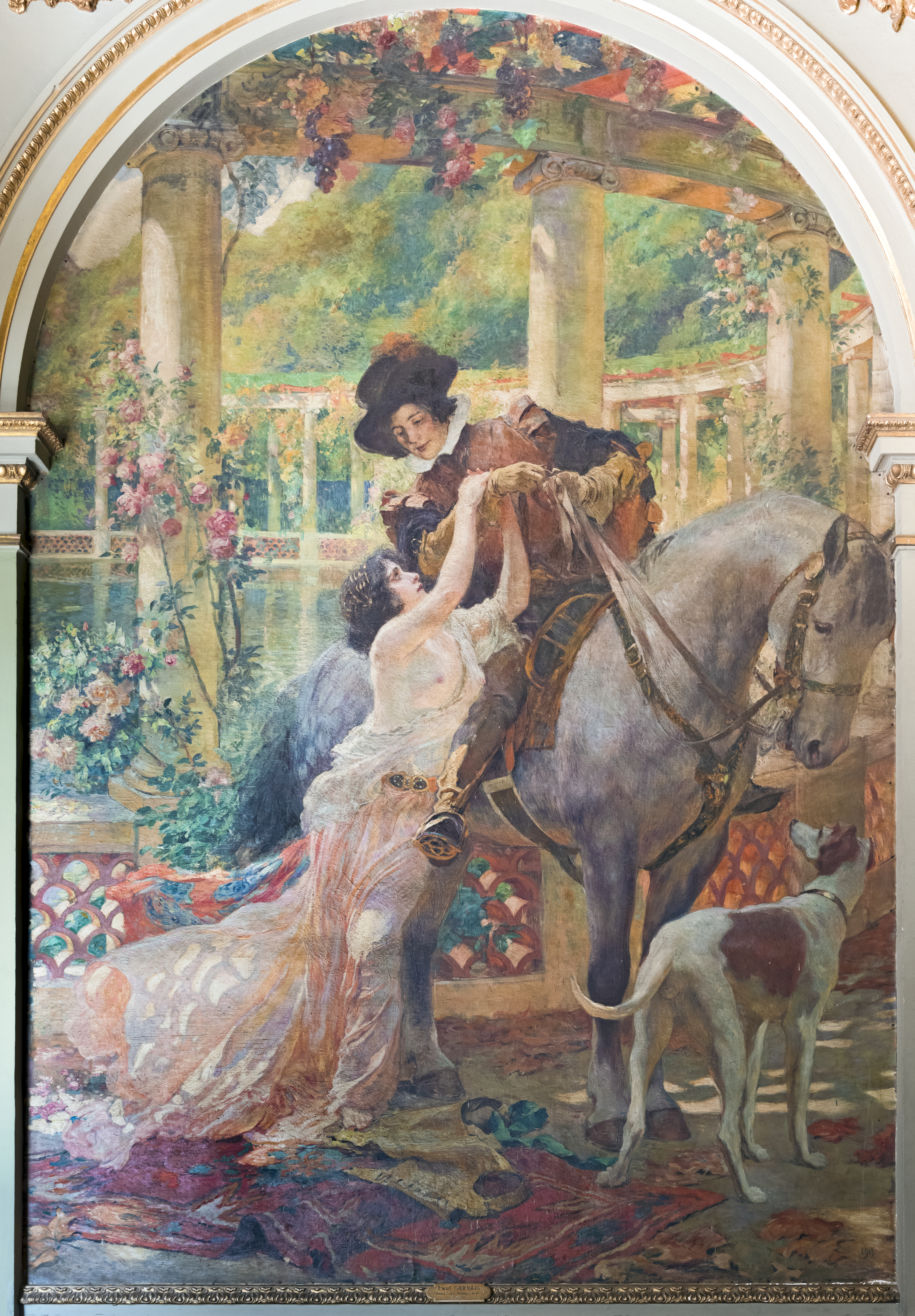
نقاشی در سالن Gervais.
نقاشی در سالن هنری مارتین.
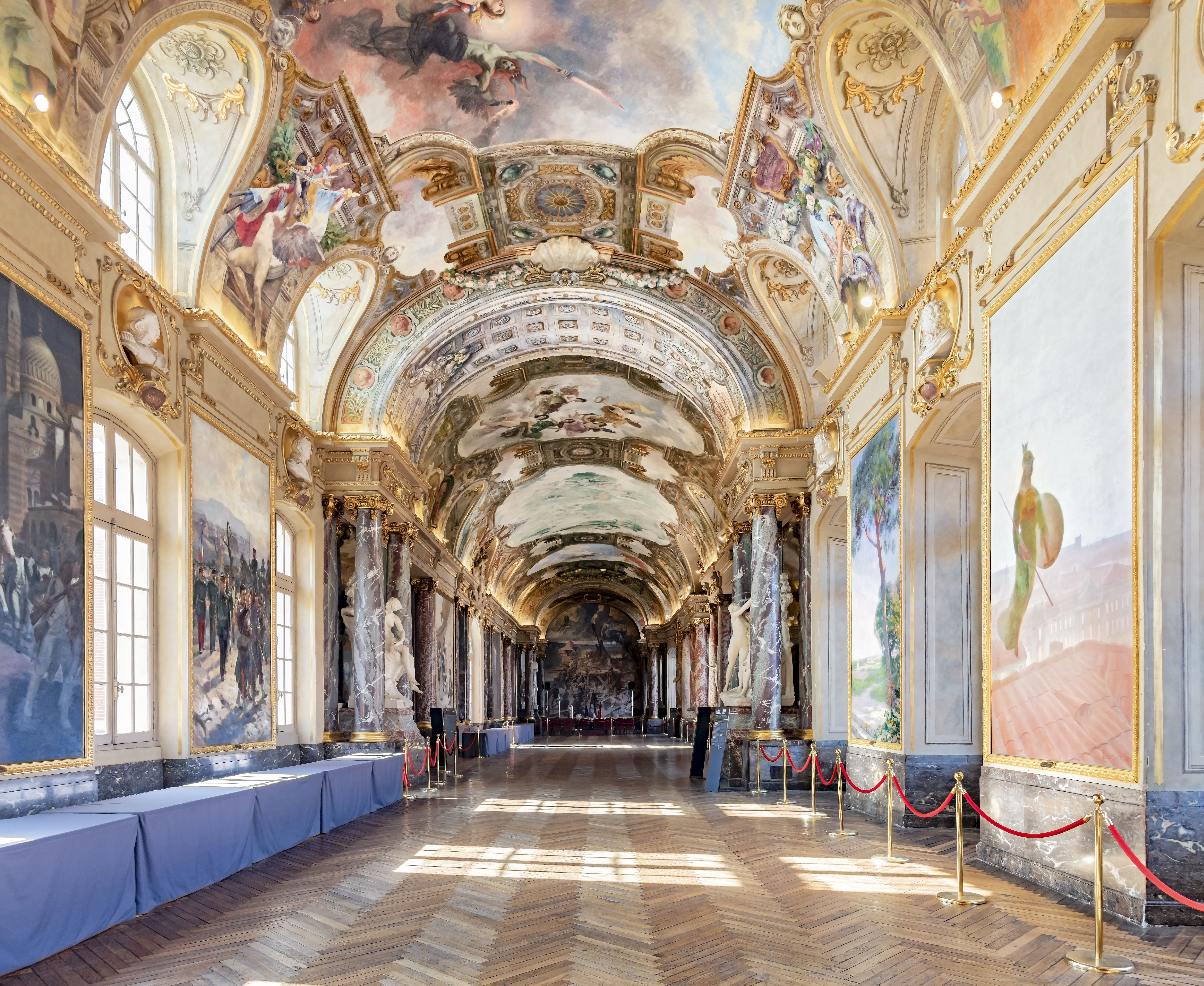
تالار اشراق.
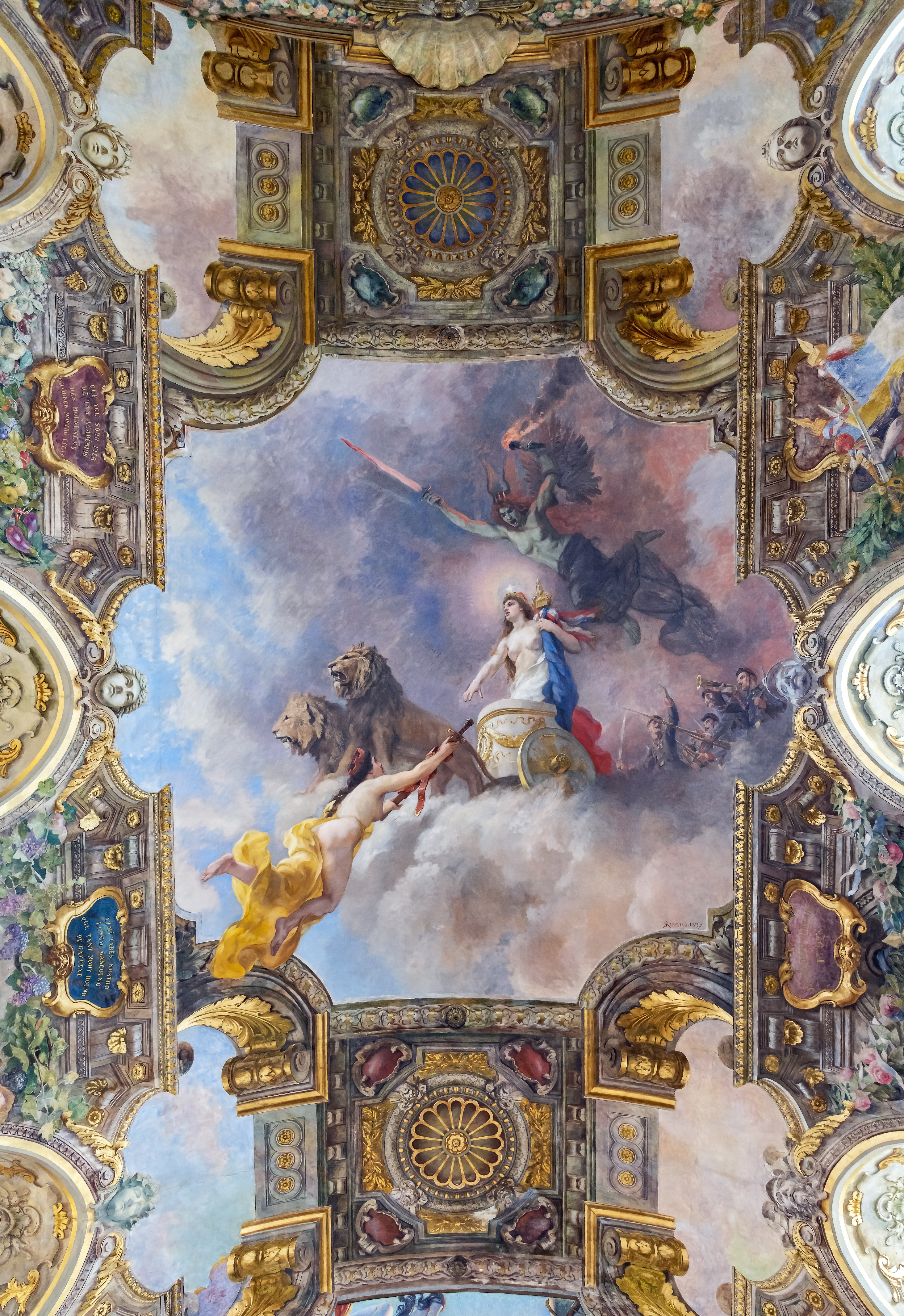
نقاشی روی سقف تالار اشراق.
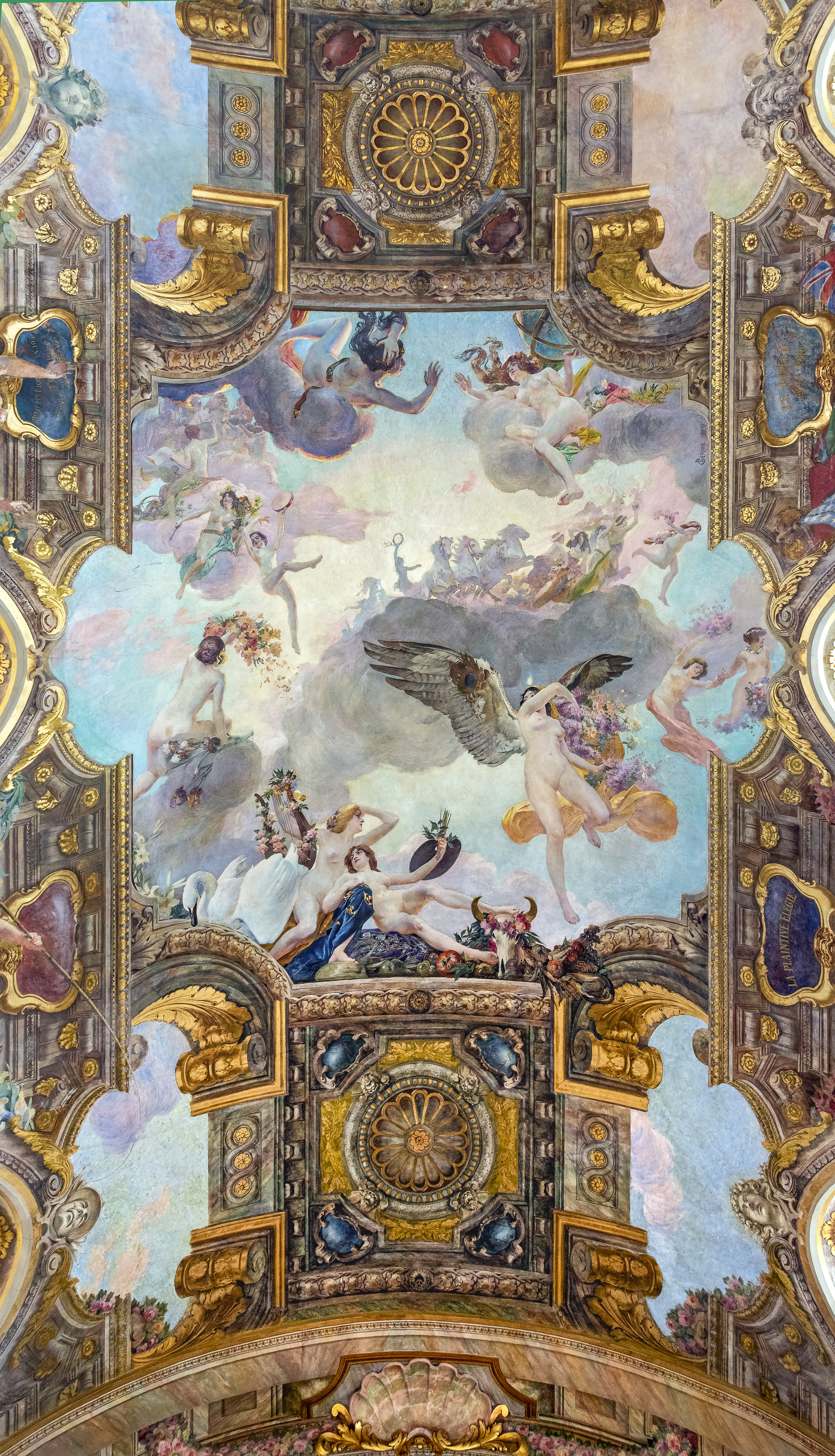
نقاشی روی سقف تالار اشراق.
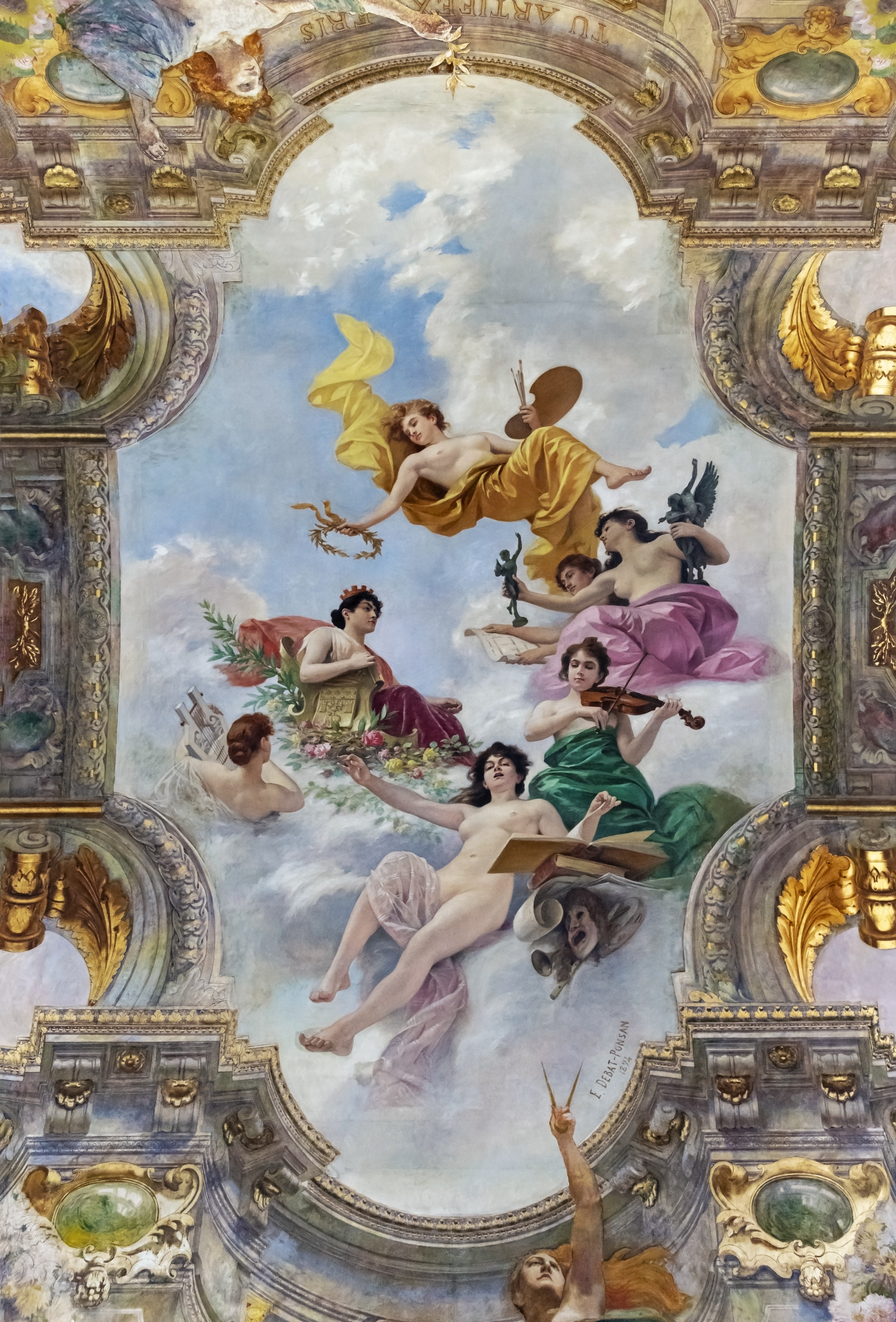
نقاشی روی سقف تالار اشراق.
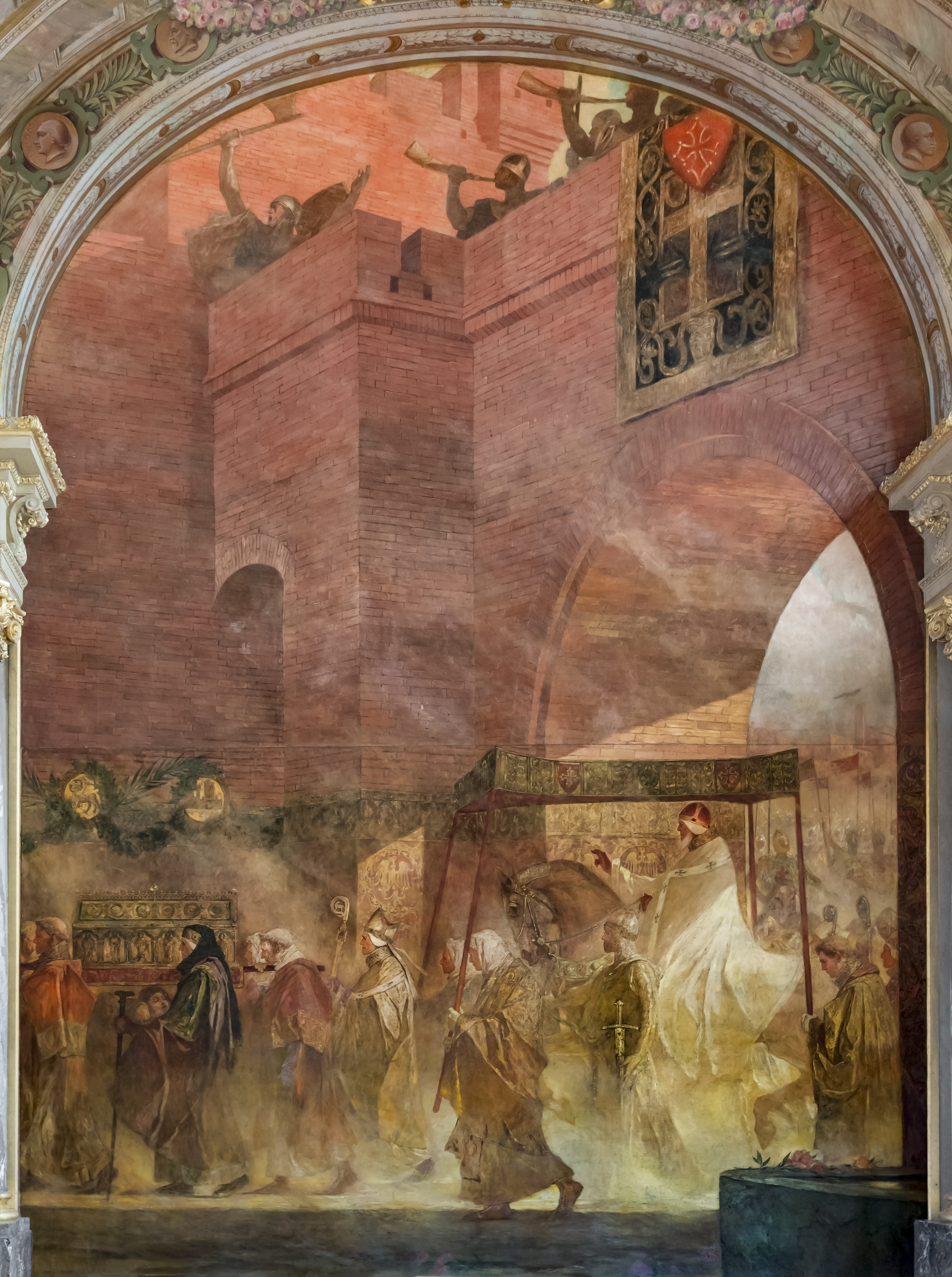
نقاشی روی دیوار در سالن اشراق، نشان دهنده استقبال ریموند چهارم از پاپ در سال ۱۰۹۶.
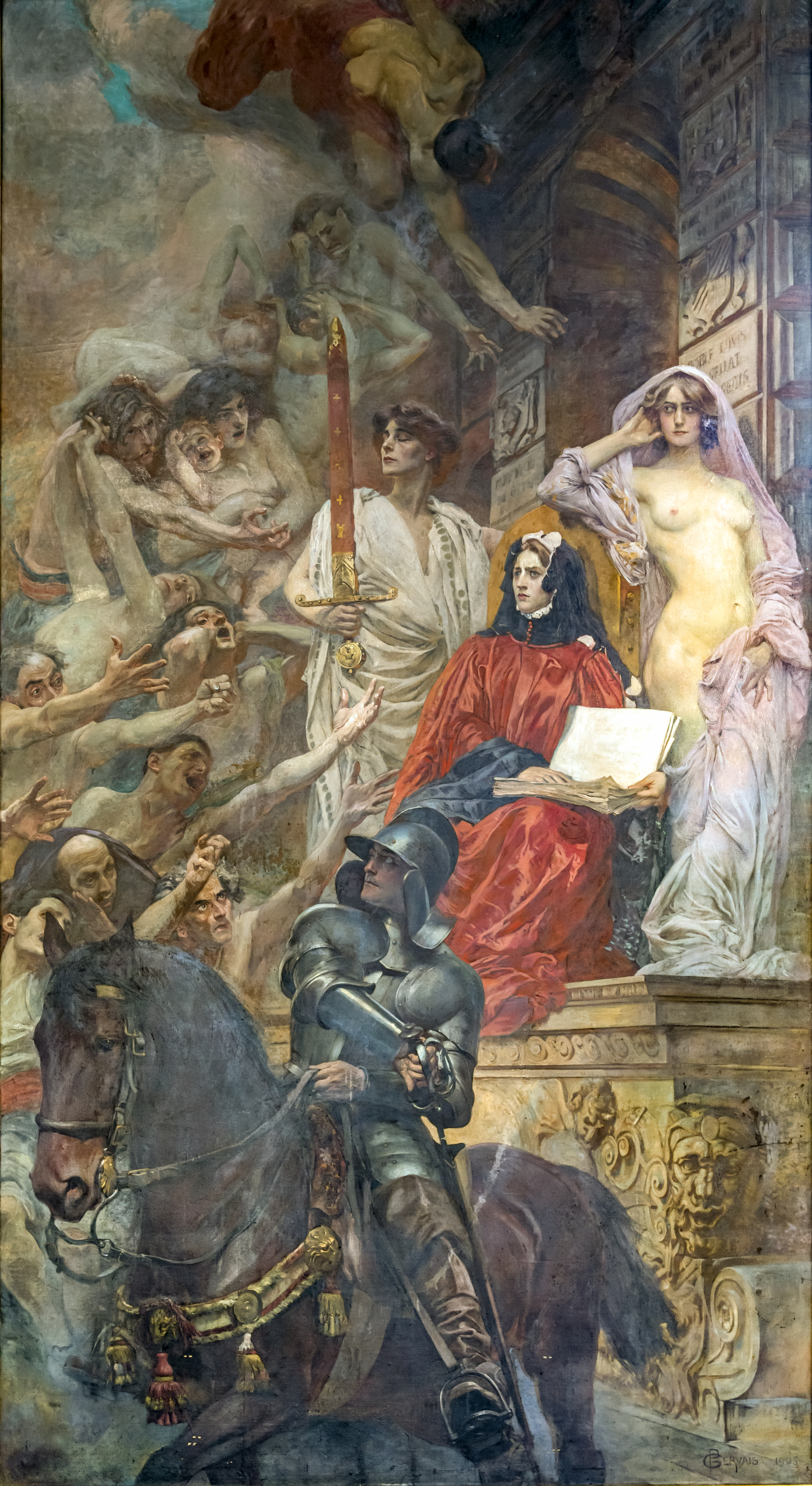
نقاشی روی دیوار در تالار اشراق،  Dura lex, sed lex .
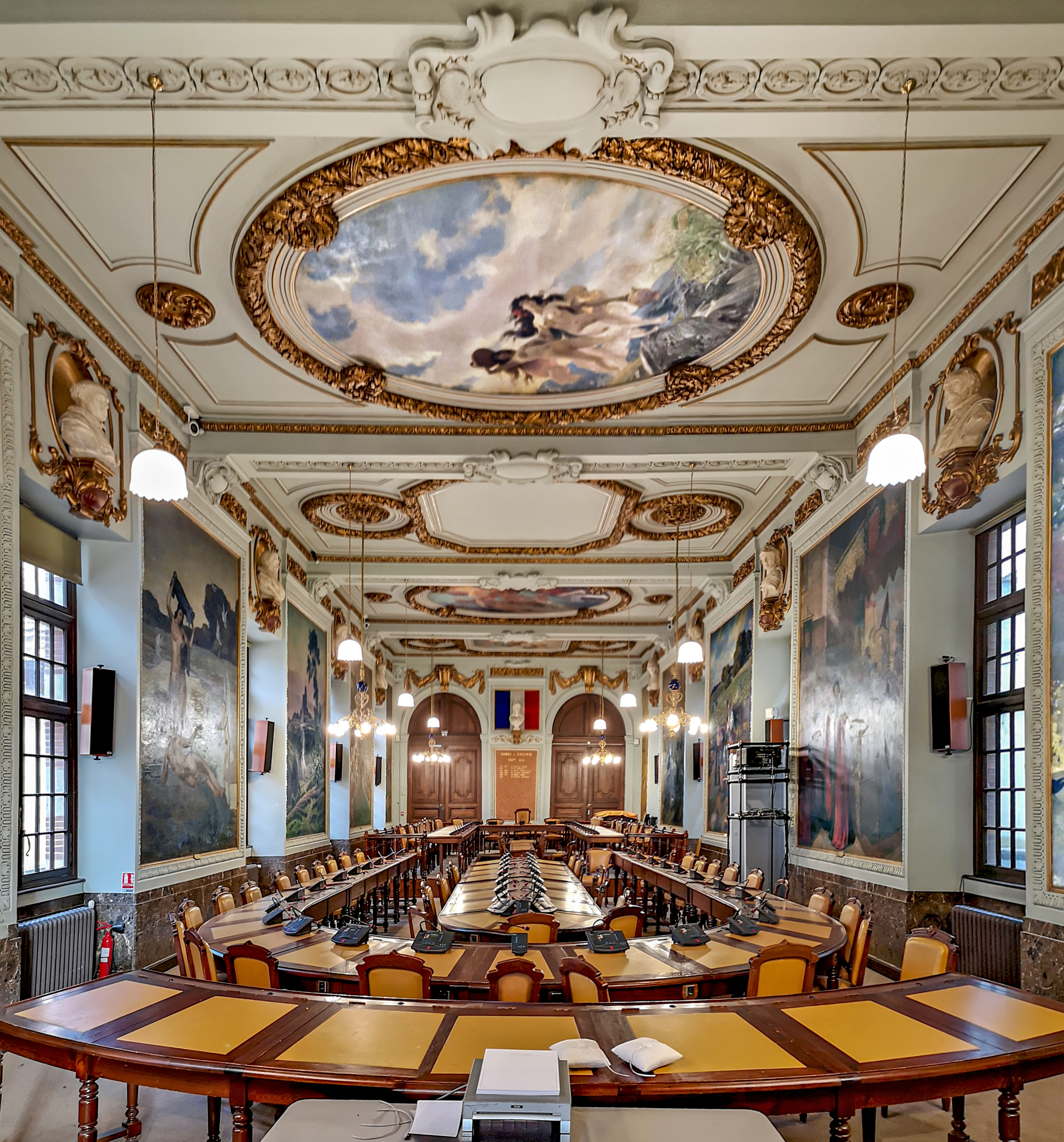
اتاق شورا.
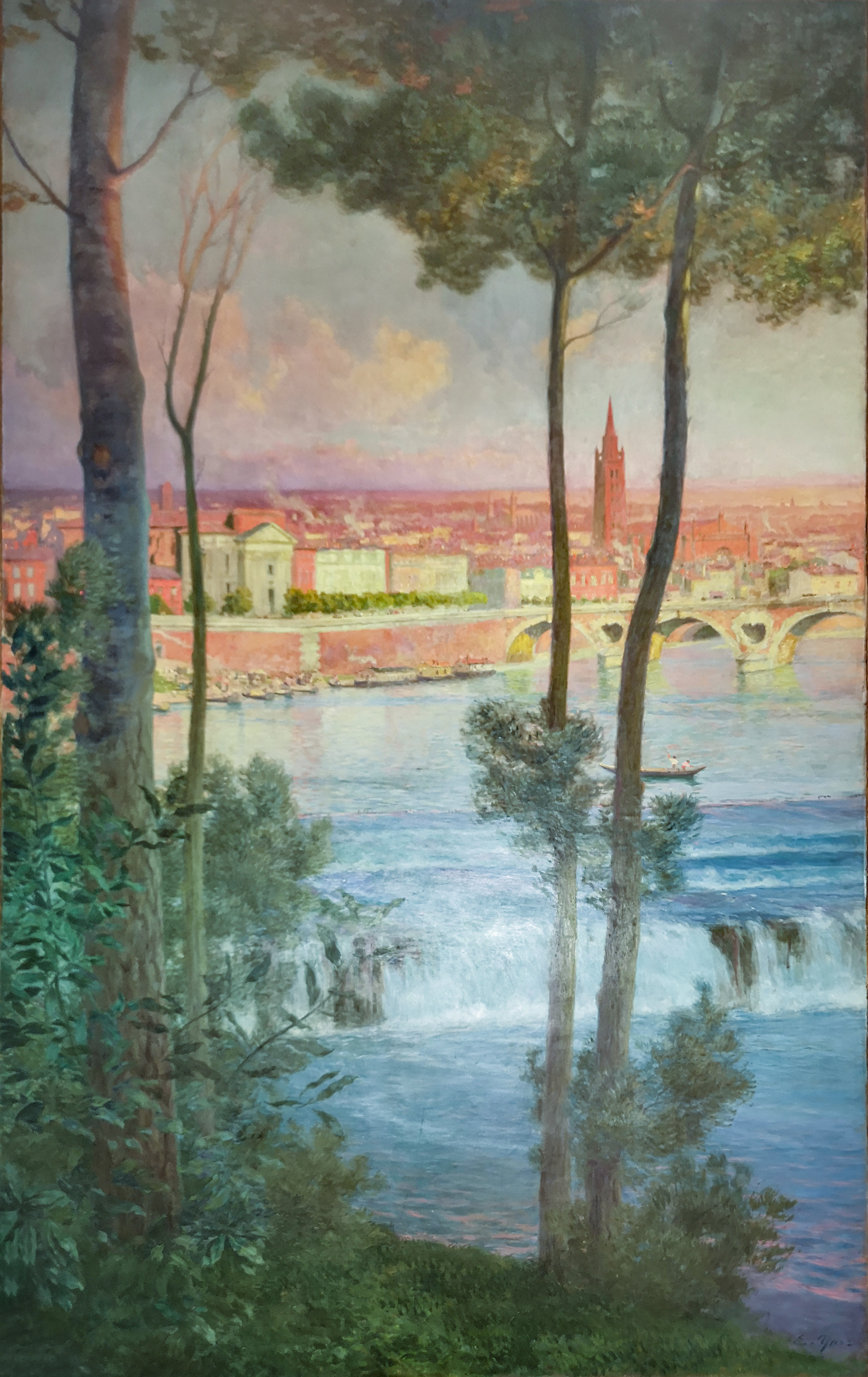
نقاشی تولوز در اتاق شورا.
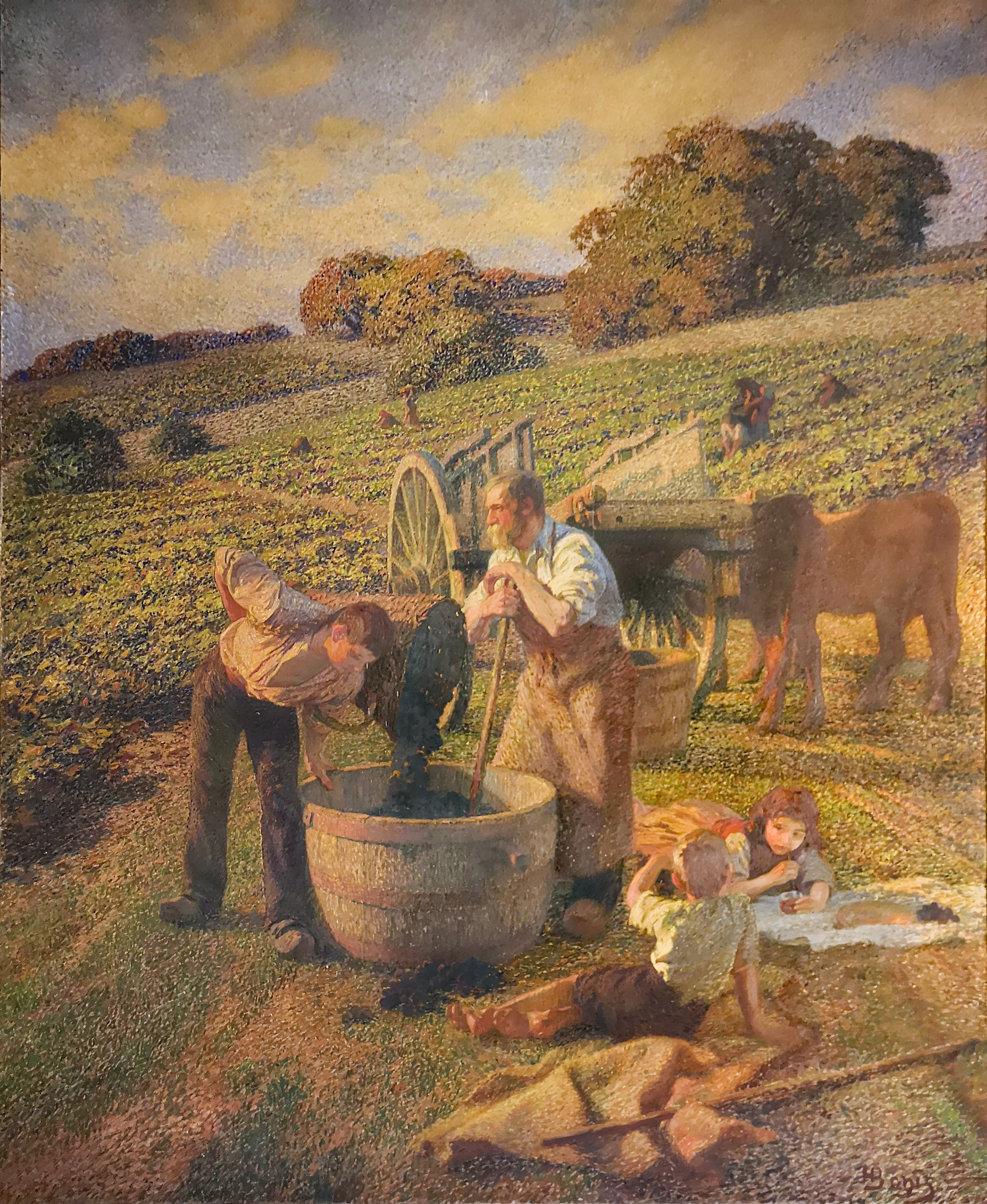
نقاشی برداشت انگور در اتاق شورا.

### کتابشناسی - فهرست کتب
- Turning, Patricia (2013), Municipal Officials, Their Public, and the Negotiation of Justice in Medieval Languedoc: Fear Not the Madness of the Raging Mob, Later Medieval Europe, No. 10, Leiden: Brill, ISBN 978-90-04-23464-2.